# Jednostka organizacyjna nieposiadająca osobowości prawnej
Jednostka organizacyjna nieposiadająca osobowości prawnej (pot. ułomna osoba prawna, niezupełna osoba prawna, podmiot ustawowy) – podmiot stosunku cywilnoprawnego nieposiadający osobowości prawnej, lecz posiadający na mocy ustawy zdolność prawną.
Taka jednostka może nabywać prawa i zaciągać zobowiązania mocą swojego działania, może także pozywać i być pozywaną. Członkowie takiej jednostki organizacyjnej co do zasady ponoszą za jej zobowiązania odpowiedzialność subsydiarną, tj. powstającą z chwilą jej niewypłacalności. W literaturze prawniczej odchodzi się od stosowania terminu „ułomnej osoby prawnej” na rzecz sformułowania „jednostka organizacyjna nieposiadająca osobowości prawnej”. Jednostka organizacyjna tak samo jak osoba prawna ma nazwę i siedzibę.
W prawie polskim jednostkami organizacyjnymi nieposiadającymi osobowości prawnej są:
- spółka jawna,
- spółka partnerska,
- spółka komandytowa,
- spółka komandytowo-akcyjna,
- wspólnota mieszkaniowa,
- spółka akcyjna w organizacji,
- spółka z ograniczoną odpowiedzialnością w organizacji,
- partia polityczna niewpisana do ewidencji,
- stowarzyszenie zwykłe.

Błędem jest włączanie do katalogu jednostek organizacyjnych nieposiadających osobowości prawnej spółki cywilnej (która jest umową), chociaż Kodeks pracy traktuje taką spółkę jako stronę stosunku pracy w charakterze pracodawcy.
Ustawa Prawo prywatne międzynarodowe odsyła w zakresie jednostek organizacyjnych nieposiadających osobowości prawnej do przepisów o prawie właściwym dla osób prawnych (jest to prawo państwa siedziby albo utworzenia).